# Križmani
Križmani so naselje v Občini Osilnica.